# Amblygonocarpus andongensis
Genre
Espèce
Amblygonocarpus andongensis   est une espèce de plantes à fleurs dicotylédones de la famille des Fabaceae, sous-famille des Mimosoideae. C'est un arbre originaire d'Afrique. C'est l'unique espèce acceptée du genre Amblygonocarpus (genre monotypique).

## Description
C'est un arbre à feuilles caduques pouvant atteindre 25 mètres de haut, dont le bois est exploité comme bois d'œuvre, bois de chauffage ou pour la production de charbon de bois. Ce bois est connu en Afrique orientale sous le nom de « banga-wanga ».

## Étymologie
Le nom générique, « Amblygonocarpus », est dérivé de trois mots grecs : ἀμβλύς (amblys) « émoussé »,  γωνία (gônia) « angle », καρπός (karpos) « fruit », en référence aux gousses qui présentent plusieurs angles émoussés.

## Distribution et habitat
L'aire de répartition d’Amblygonocarpus andongensis s'étend en Afrique tropicale depuis le Ghana et le Mali jusqu'au Soudan, à l'Éthiopie et l'Ouganda vers l'est et la Namibie (et la bande de Caprivi), le Botswana, le Zimbabwe et le Mozambique vers le sud,.
L'espèce se rencontre depuis le niveau de la mer jusqu'à 1400 mètres d'altitude environ, dans des habitats variés selon la nature du sol : forêts ouvertes dans les zones sablonneuses ou gréseuses, savanes boisées dans des zones plus humides, savanes sur graviers fins et  dans des bois de feuillus de divers types.

## Synonymes
- Amblygonocarpus obtusangulus (Oliv.) Harms[2]
- Amblygonocarpus obtusangulus (Welw. ex Oliv.) Harms[7]
- Amblygonocarpus schweinfurthii Harms[2]
- Tetrapleura andongensis Welw. ex Oliv.[2],[7]
- Tetrapleura obtusangula Welw. ex Oliv.[7]